# An Cafe
«An Cafe» (або Antic Cafe) (яп. アンティック－珈琲店－（カフェ) «Антікку Кафе») — японський Поп-рок/альтернативний рок гурт, заснований в 2003 році, що уклав  контракт з незалежним лейблом Loop Ash. Гурт характеризують як Oshare Kei, що є частиною напряму Visual kei. Колектив випустив декілька альбомів. Їх музика не завжди збігається з їх зовнішнім виглядом, тому що нарівні із жвавими, веселими і злегка попсовими пісеньками, хлопці виконують також і важчі композиції. Додайте до цього безсумнівний талант вокаліста - загалом, дуже обдаровані виконавці.

## Історія гурту
Гурт був сформований в травні 2003-го року вокалістом «Міку» (Miku), чия попередня команда «Revirii» розпалася на два місяці раніше, у квітні), басистом «Канон» (Kanon) і гітаристом «Бо» (Bou). У серпні до них приєднався ударник «Терукі» (Teruki), який пішов з колишньою групи "Feathers - Blue". На початку своєї кар'єри хлопці випустили два демозаписи: «Opu-ngu» і «Uzumaki senshokutai/Hatsukoi», які вийшли обмеженим тиражем і були розпродані на їх перших живих концертах. У травні відбувся перший самостійний концерт «An Cafe» - "Happy Birthday Tsuyu", який пройшов у «Takadanobaba area». 22 вересня «Antic Cafe» виступили з відомішими групами, такими як: Duel Jewel і Zero-one. А три дні потому, 25 вересня відбувся спільний концерт «Antic Cafe», Girl, Dead company, mei, Pumpkin Head і metemu. 2 листопада - відбувся фестиваль, участь у якому крім «Antic Cafe» брали Sixt AIS, Clavier, Aile, Raimu.
2003-й рік був вельми насиченим для юних учасників An Cafe (прізвисько, отримане групою від фанатів), таким же став і наступний рік.
У 2004-му році група скористалася послугами звукозаписної компанії "Loop Ash" і представила в березні свій перший максісингл "Candyholic". Протягом наступного тижня цей сингл займав друге місце за кількістю продажів в інді-чарті Oricon. Наступні місяці A«n Cafe» багато працювали: вони вирушили в турне, випустили сингли "v69", "Cosmos", "Touhikairo" і "Tourai-cafe-". Журнал Shoxx представив спеціальний випуск DVD/VT групи.
У лютому 2005-го року «An Cafe» випустили свій перший мініальбом "Amedema rock", який являв собою компіляцію їхніх попередніх робіт, а місяцем пізніше вийшов у світ максісингл "Karakuri hitei". Влітку група запропонувала слухачам трилогію, складену з синглів з одним єдиним треком - це "Tekesuta Kousen", "Escapism" і "Merrymaking". Всі ці композиції увійшли до складу першого повного альбому "Shikisai Moment" в листопаді 2005-го року.
У 2007-му році «An Cafe» заявила про свій перший закордонний виступ на «American Anime Convention Akon». 2007-й приніс An Cafe зміну складу. Групу покинув гітарист «Боу», що здобув популярність образом милої білявки. Останній концерт з Боу відбувся 30 квітня 2007-го року та вийшов на DVD під назвою "Hibiya On*The* New Sekai". Після відходу Бо було оголошено про двох нових учасників групи: це «Такуя» (Takuya), який замінив Бо як гітарист, і «Юкі» (Yuuki) - клавішник. Перший сингл нового складу групи називався "Kakusei Heroism", другий - "Ryuusei Rocket". Наприкінці 2007-го року, «An Cafe» повідомила про свій перший закордонний тур по Європі, запланований на 2008-й рік.
«An Cafe» домоглася чималих успіхів не тільки в Японії, але і Європі, країнах материкової Азії (Кореї, Китаї), Аргентині, Бразилії та США. У 2008-му році гурт відвідав Фінляндію, Швецію, Німеччину, Францію, Велику Британію та Іспанію. У квітні вийшов «DVD NYAPPY GO AROUND FEVER». 25 травня гурт виступив в США на аніме фестивалі, а потім закінчила тур в Японії. У жовтні вийшов сингл «Koakuma USAGI no koibumi to machine gun ep», а в наступному місяці гурт вирушив у ще один національний тур. Завершальний тур-концерт пройшов 5 січня в токійському «JCB Hall».
11 березня 2009-го вийшов сингл "AROMA", а через 2 дні - новий альбом гурту "Harajuku Dance Rock", під егідою якого в березні 2009-го стартував другий світовий тур An Cafe - «LIVE CAFE TOUR'09 NYAPPY GO AROUND THE WORLD II-Harajuku Dance Rock Night-». Цього разу гурт об'їхав Європу, Латинську Америку та США. А розпочався тур 15 березня в Росії (Москва), що стало першим j-rock концертом в цій країні!
У 2010-му році «An Cafe» призупинили свою діяльність. Наразі не відомо як довго група буде неактивна. Останній концерт перед творчою паузою відбувся в арені «Ніппон Будокан» 4 січня 2010-го року...

## Після призупинення діяльності гурту
Miku, вокаліст An Cafe, тепер є учасником нової групи «Lc5». Крім нього в групі грають: гітаристи «Yumeji» (екс - MELLO) і Reo (екс - Guy's Family), басист «Sato» (екс - MELLO) і барабанщик «Aki». Так що група складається з 5 учасників. І на цей час її лідером і засновником вважають Міку, але це ніде не підтверджується.
У липні хлопці вирушили у спільний тур з «Aoi з Ayabie». Перший виступ гурту відбувся 6-го червня на фестивалі «Nexus J-rock Goes Around the World». Lc5 були вказані в списках учасників і їх анонсували як «загадкова група, чиї учасники неодноразово виступали за кордоном».
У своєму блозі «Міку» був опублікований пост, на тему нового проєкту. І він сказав, що хоче в групі постаратися, як учасник AnCafe і, як самостійний музикант. Так що рано думати про те, що група не повернеться зі своєї відпустки. Міку так само написав про те, що не хоче поступатися Канону і Терукі (зараз він супорт драммер у групи S3V3N, але по деякій інформації, вони не збираються брати його назовсім) і тому буде старатися. Судячи по відео «Lc5», можна судити про те , що стиль нової групи буде кардинально відрізнятися від стилю AnCafe.
«Kanon x Kanon» створили новий і досить цікавий проєкт. Він називається Kanon x Kanon і складається з двох учасників: віоланчелісткі і вокалістки Kanon Wakeshima і "творця Akiba kei-стилю" Kanon (Antic Cafe). Вони об'єдналися для запису заголовної пісні до аніме "Shiki". Пісня була видана як сингл, в трьох версіях. Реліз відбувся - 17 листопада.

## Склад гурту
- Міку (яп. みく/Miku) — вокал.
- Такуя (яп. たくや/Takuya) — гітарист.
- Юкі (яп. ゆうき/Yuuki) — клавішник.
- Канон (яп. カノン/Kanon) — бас-гітарист.
- Терукі (яп. 輝喜/Teruki) — ударник.

### Учасники, що пішли
- Боу (яп. ボウ/Bou)

## Відеографія
- «「狼MAN ～Let's make precious love～」»
- «Itai Onna～NO PAIN,NO LOVE? JAPAIN GIRLS in LOVE～»
- «Bee Myself Bee Yourself»
- «Amazing Blue»
- «AROMA»
- «Cherry Saku Yuuki»
- «Escapism»
- «Kakusei Heroism»
- «Maple Gunman»
- «Merrymaking»
- «My heart leaps for 'C'»
- «Natsu koi natsu game»
- «Smile Ichiban Ii Onna»
- «Snow Scene»
- «Summer Dive»
- «TEKESUTA kousen»
- «Wagamama Koushinkyouku»
- «Bonds - Kizuna»
- «bou last live bou talking»

## Концертна діяльність
- 2005.12.03 - «An Cafe - LIVE CAFE - 色彩亜音 at SHIBUYA O-EAST»
- 2007 - «An Cafe - HIBIYA ON THE O NEW SEKAI»
- 2008 - «Music Japan Manage no Utage»
- 2010 - «An Cafe DVD - King of Harajuku Dance Rock»